# Rutilia formosa
Rutilia formosa là một loài ruồi trong họ Tachinidae.